# Avenida Francisco Matarazzo
A Avenida Francisco Matarazzo é uma importante via arterial da cidade de São Paulo situada no bairro da Barra Funda, no distrito homônimo, na Zona Oeste da capital.

## História
Aberta em meados de 1899, foi nomeada inicialmente Avenida Água Branca pelo Ato 18, de 9 de março de 1899 do então prefeito Antônio da Silva Prado. 
Em 18 de agosto de 1903 é aberta a Linha 35 do sistema de bondes da cidade, a primeira a utilizar a então recém aberta avenida. 
Posteriormente, a avenida consolida-se como principal ligação da região central de São Paulo à região da Lapa (até a década de 1970 quando é implantada a Avenida do Emissário-atual Marques de São Vicente). 
Em 1950, a avenida Água Branca é renomeada Francisco Matarazzo, pela Lei Municipal nº 3.936, de 28 de agosto de 1950. 
Os bondes circularam na avenida até 1966, quando são extintos e dão lugar aos ônibus. Cem anos depois da implantação de bondes a avenida recebe uma nova estrutura de transportes, o Corredor Pirituba-Lapa-Centro.

## Nome
Seu nome é uma homenagem a Francesco Antonio Maria Matarazzo, agricultor italiano que, em 1881, emigrou para o Império do Brasil (1822-1889), tornando-se, neste país, mascate e, posteriormente, empresário de renome.

## Localização
A via segue paralela às ruas Turiaçú e Palestra Itália e cruza a Avenida Pompeia. Começa no Largo Padre Péricles, localizado no bairro da Barra Funda e termina na rua Carlos Vicari, já no bairro da Lapa.

## Características

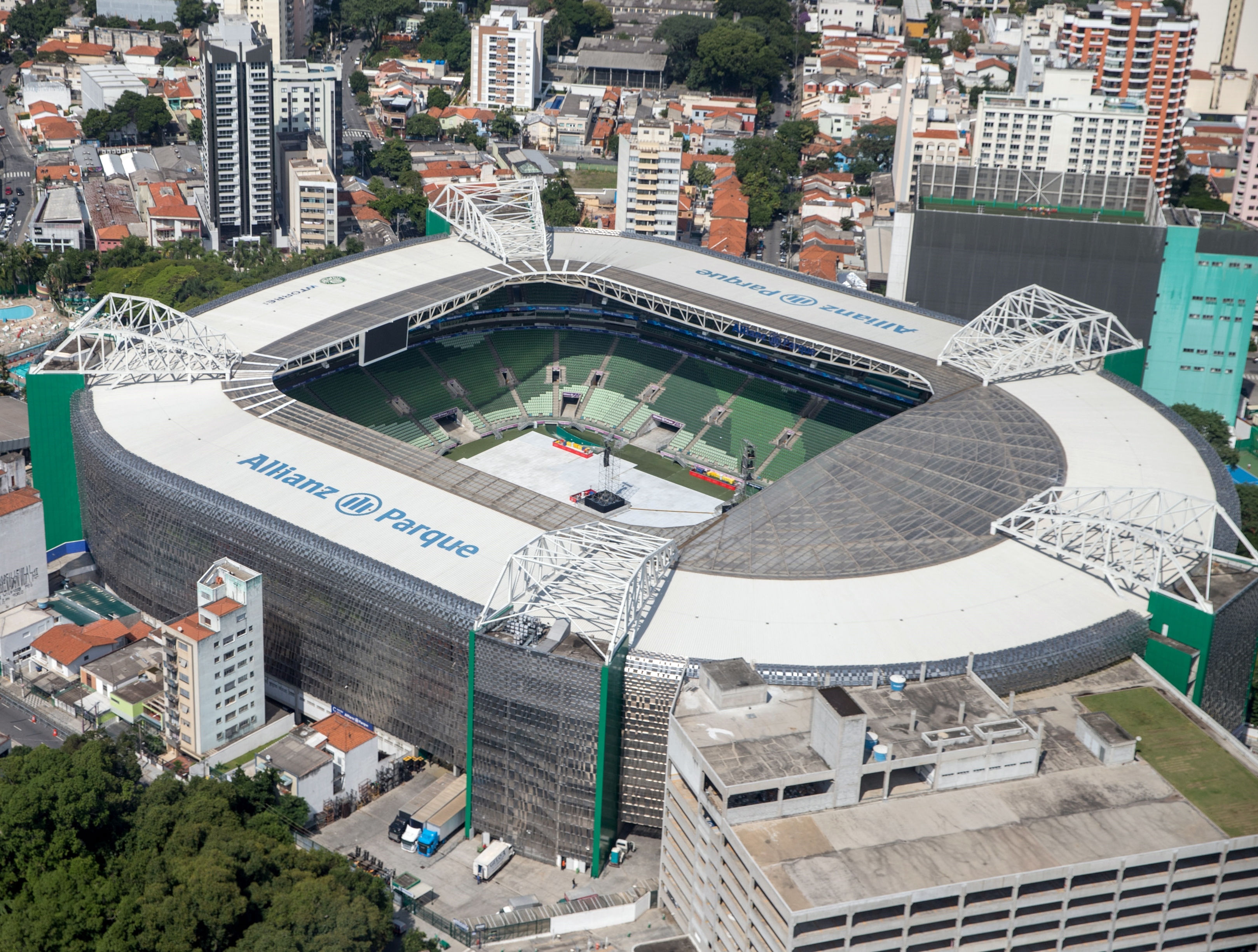
Vista aérea do Allianz Parque

### Espaços públicos, esportivos e culturais
Na Avenida Francisco Matarazzo, estão localizados pontos importantes da capital paulista, como o Parque da Água Branca, o Shopping West Plaza, o Bourbon Shopping e o Allianz Parque, arena da Sociedade Esportiva Palmeiras. 
Há na avenida também importantes casas de shows, como o Villa Country e a Audio.

## Galeria

Avenida Água Branca (atual Francisco Matarazzo) na década de 1920. Domínio público / Acervo Arquivo Nacional
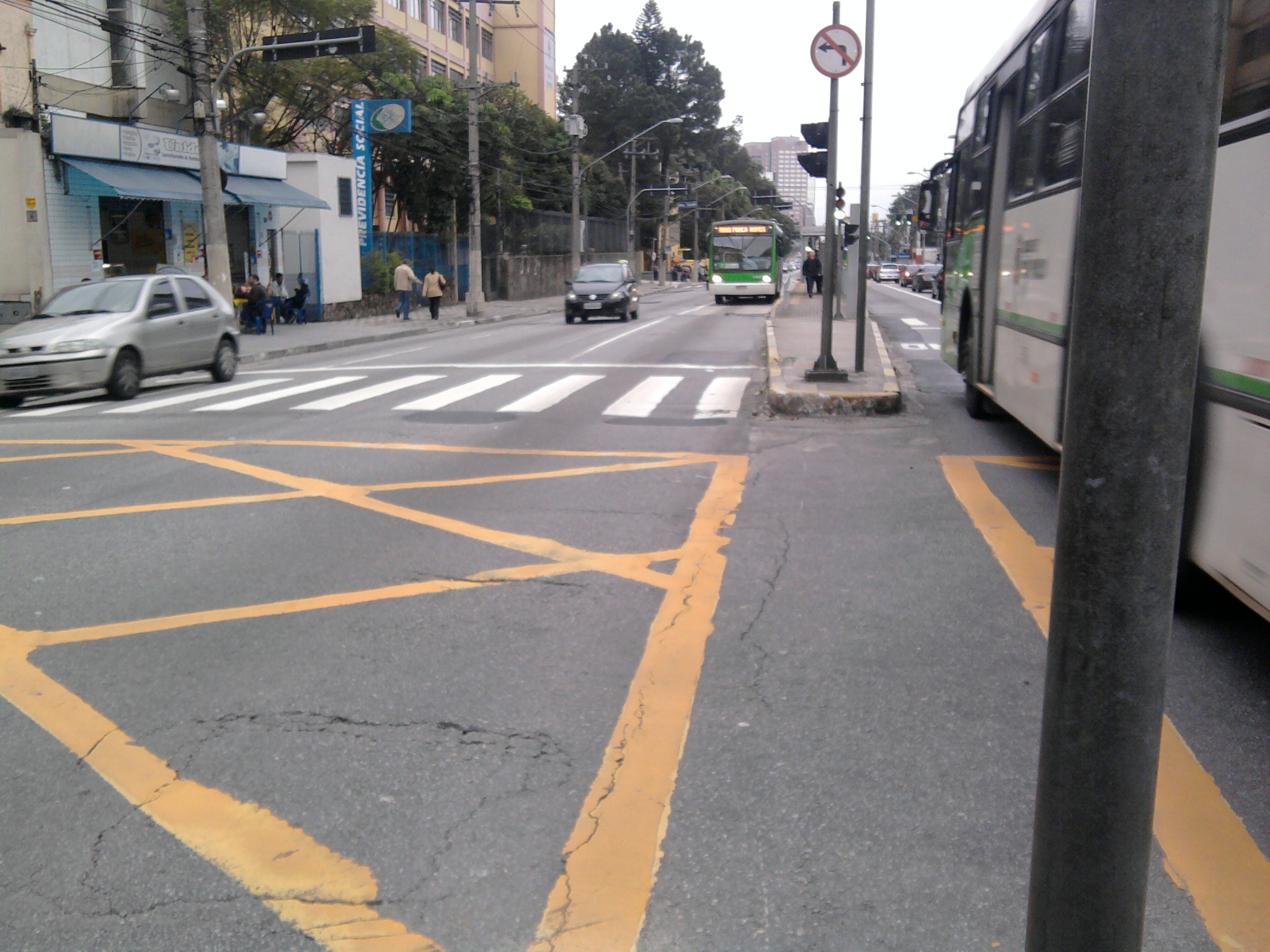
Avenida Francisco Matarazzo em 2010
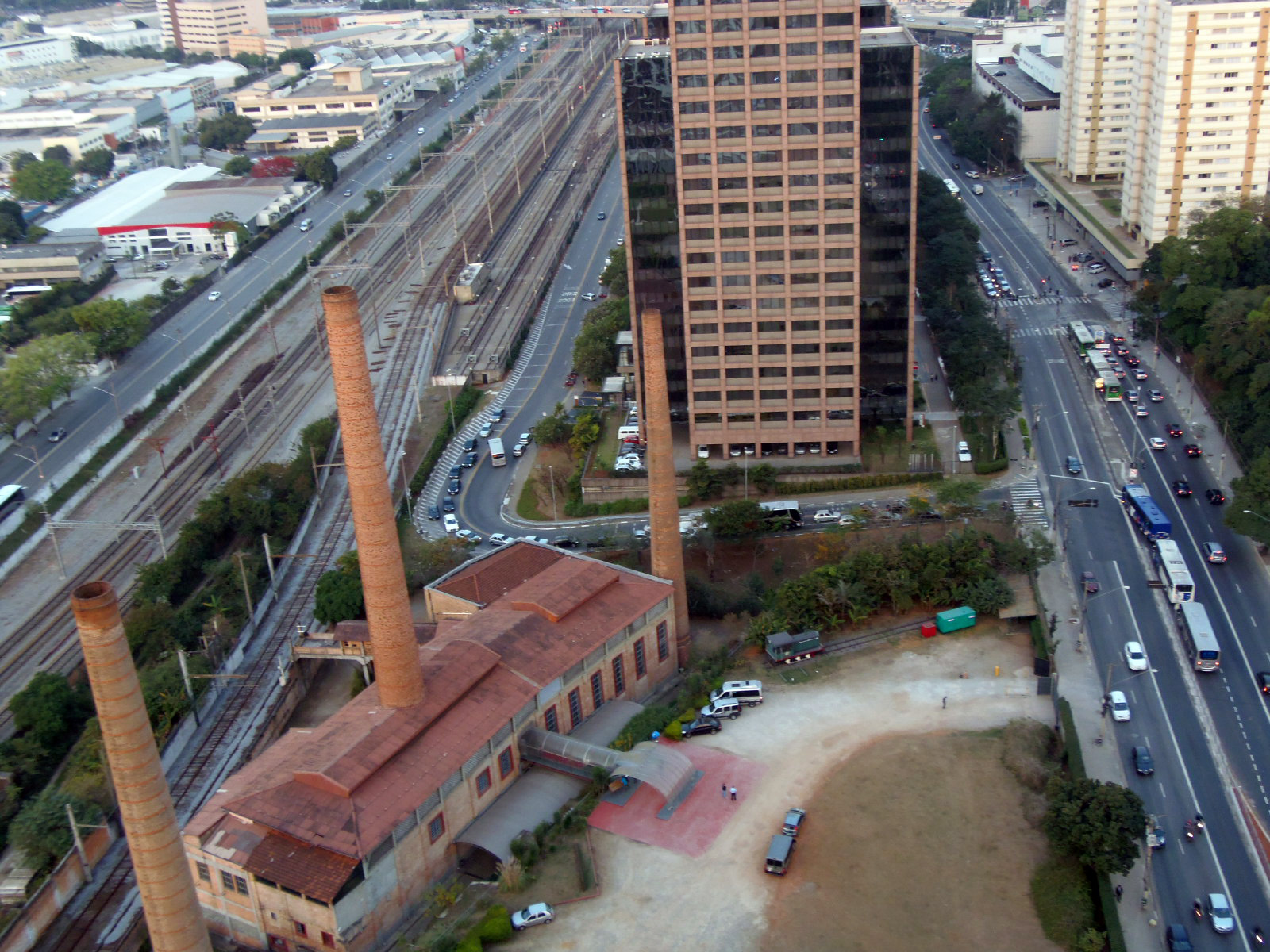
Francesco Matarazzo instalou suas indústrias entre a ferrovia Sorocabana e a então avenida Água Branca (à direita na imagem). Vista das ruínas da fábrica Matarazzo